# Gare de Pontarlier
La gare de Pontarlier est une gare ferroviaire française de la ligne de Frasne à Verrières-de-Joux (frontière), située sur le territoire de la commune de Pontarlier, dans le département du Doubs, en région Bourgogne-Franche-Comté.

## Situation ferroviaire
Ancienne gare de bifurcation, elle est située au point kilométrique (PK) 453,556 de la ligne de Frasne à Verrières-de-Joux (frontière) entre les arrêts de Sainte-Colombe (Doubs) (côté Frasne) et Les Verrières en Suisse. Elle était l'origine au PK 0,000 de la ligne de Pontarlier à Gilley et au PK 453,556 de la ligne de Pontarlier à Vallorbe (frontière), toutes deux déclassées.
Son altitude est de 837 m.

## Histoire

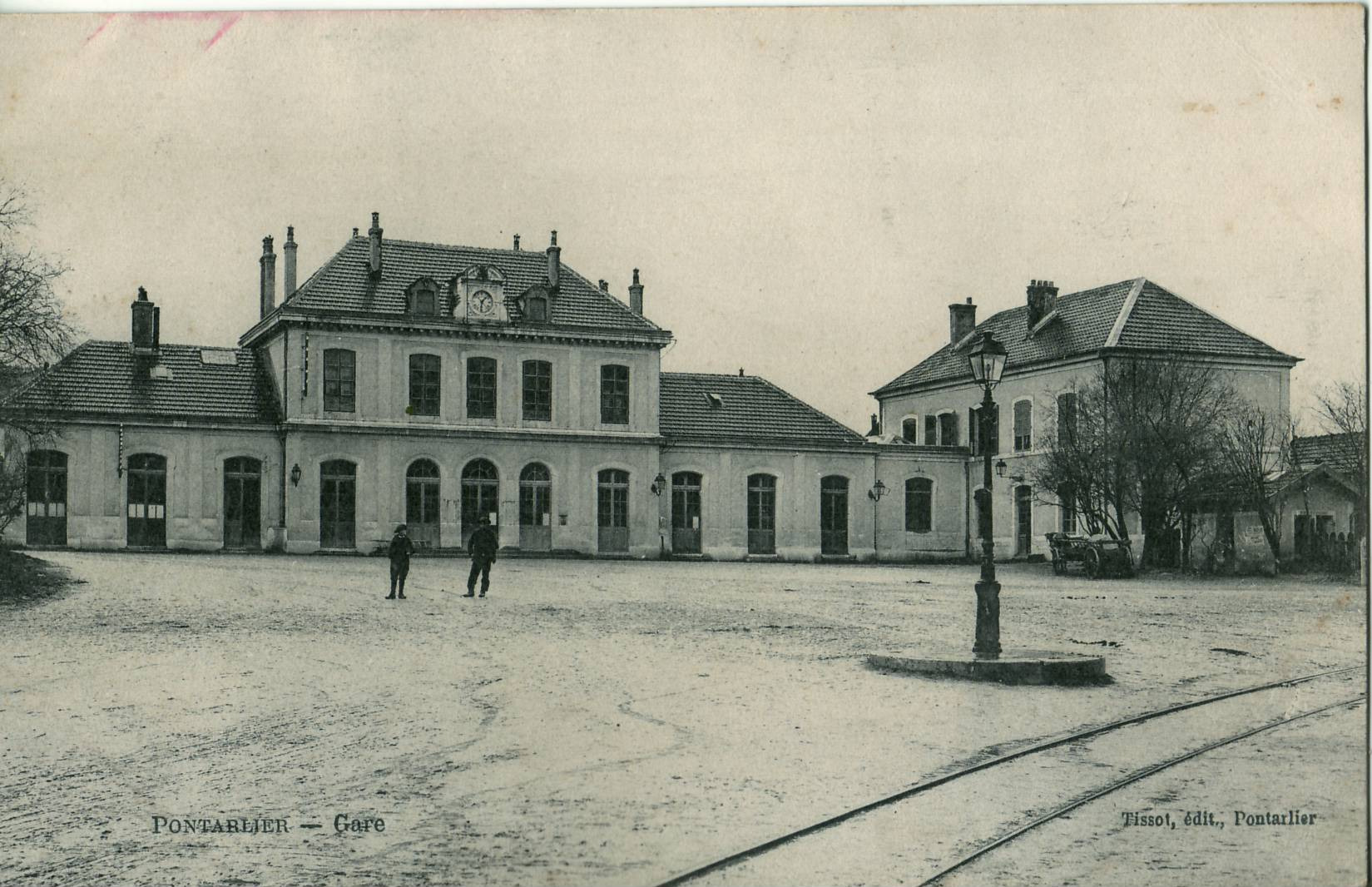
La gare avant la Première Guerre mondiale.

En 1987, la SNCF met en service un TGV entre Paris-Gare-de-Lyon et Bâle qui marque l'arrêt en gare de Pontarlier pour la première fois le 21 mai 1987. Il fut initialement assuré par des TGV Sud-Est puis des TGV POS.
En 1997, ce TGV fut prolongé vers Zurich et prendra, avec les liaisons Paris-Gare-de-Lyon - Bâle et Paris-Gare-de-Lyon - Lausanne, le nom de "Ligne de Cœur" puis Lyria. Le trajet des TGV Paris-Gare-de-Lyon - Bâle / Zurich et Paris-Gare-de-Lyon - Lausanne était généralement commun entre Paris-Gare-de-Lyon et la Gare de Frasne et les deux rames se dételaient dans cette gare. Mais en 2007, avec la mise en service ce la LGV Est européenne, le TGV Lyria Paris-Gare-de-Lyon - Zurich celui-ci ne passa plus par Pontarlier, mais par cette nouvelle ligne.
En 2013, la relation Lyria Paris-Gare-de-Lyon - Bâle fut supprimée et le dernier TGV s'arrêta en gare le 8 décembre 2013.

Entre juillet et septembre 2022, la gare subit d'importants travaux de suppression d'une voie afin d'améliorer l'accessibilité PMR (avant cela, il fallait passer par un passage souterrain pour accéder aux quais).

## Fréquentation
La fréquentation de la gare est détaillée dans le tableau ci-dessous :
|                           | 2015    | 2016    | 2017    | 2018    | 2019    | 2020    | 2021    | 2022    | 2023    |
| ------------------------- | ------- | ------- | ------- | ------- | ------- | ------- | ------- | ------- | ------- |
| Voyageurs                 | 176 497 | 176 395 | 187 007 | 175 873 | 180 972 | 181 980 | 204 283 | 257 295 | 180 138 |
| Voyageurs + non voyageurs | 220 621 | 220 493 | 233 759 | 219 841 | 226 216 | 227 475 | 255 354 | 321 619 | 225 172 |

## Service des voyageurs

### Accueil
Un guichet est ouvert tous les jours à la vente des titres de transport et des réservations.
Un service de location de voitures train+auto est également disponible dans cette gare.

### Desserte
La gare est desservie par trois lignes de trains régionaux :
- CFF ligne Frasne - Neuchâtel, en correspondance avec les TGV Lyria à Frasne.
- TER Dole - Pontarlier
- TER Pontarlier - Vallorbe (un aller-retour quotidien en semaine)

Également, des autocars TER assurent la liaison Pontarlier - Frasne en complément de la desserte CFF.

### Intermodalité
Un pôle d'échange multimodal (PEM) est aménagé à proximité de la gare. Il comprend :
- Un abri pour vélo sécurisé,
- Un parking gratuit,
- Un parking de courte durée, avec usage du disque de stationnement,
- Un point d'arrêt pour les autobus et autocars, doté d'un quai abrité et accessible aux personnes à mobilité réduite.

#### Cars régionaux
- Réseau Mobigo[4]
  - Ligne 203 Pontarlier - Besançon
  - Ligne 204 Pontarlier - Besançon via Ornans
  - Ligne 206 Pontarlier - Morteau - Montbéliard
- Réseau Trans'n
  - Ligne 590 Pontarlier - Les Verrières - Couvet Centre sportif[5]

#### Transports urbains
Depuis la refonte du réseau de transports urbains de Pontarlier en juillet 2018,, la gare n'est plus directement desservie en ligne régulière, mais en transport à la demande par le réseau TCP. Toutefois, des points d'arrêt desservis par le service régulier sont assez proches de la gare.

## Service des marchandises
Cette gare est ouverte au service du fret (train massif uniquement).

## Galerie de photographies

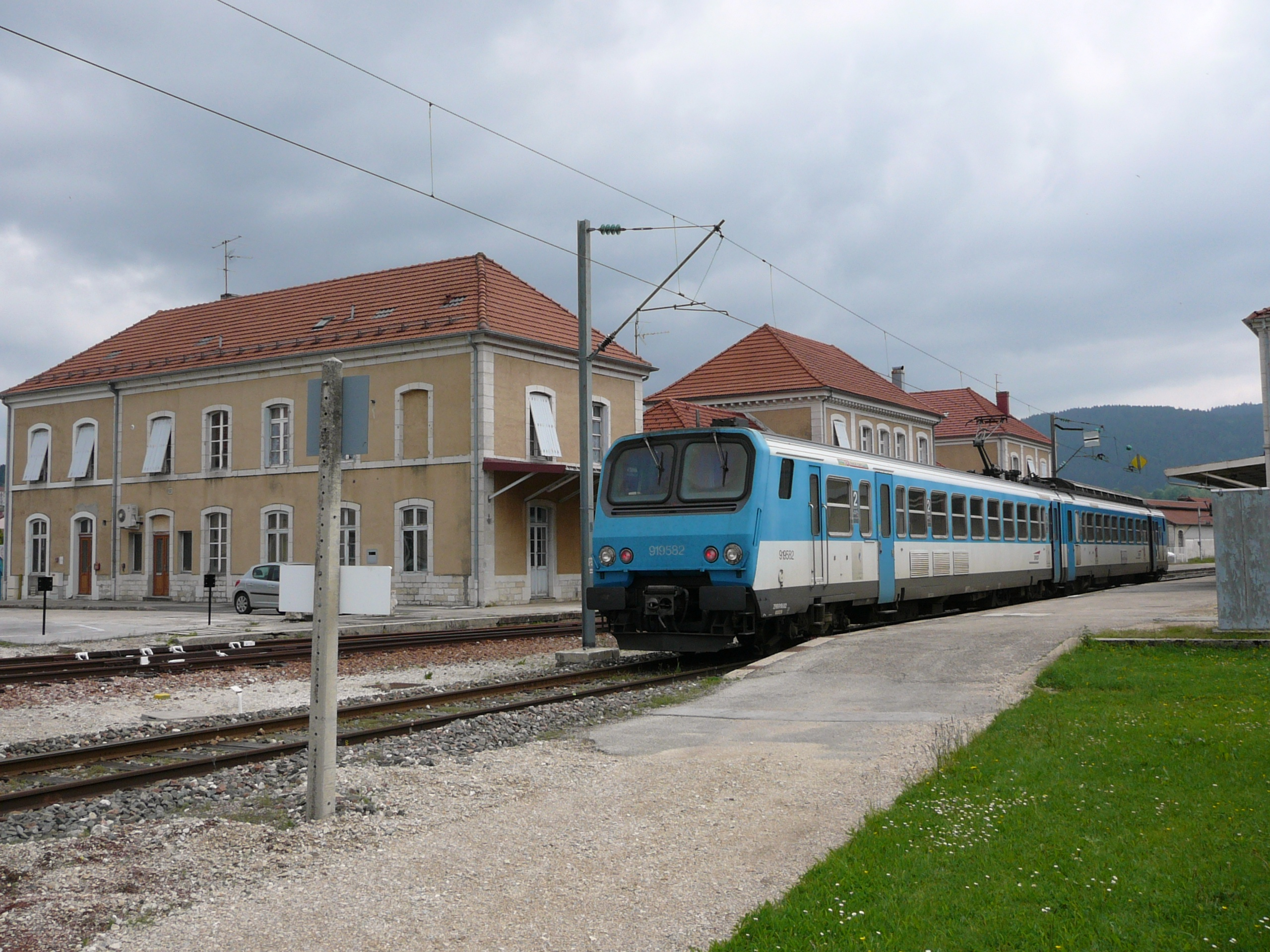
Z 9500 en gare de Pontarlier en 2007.
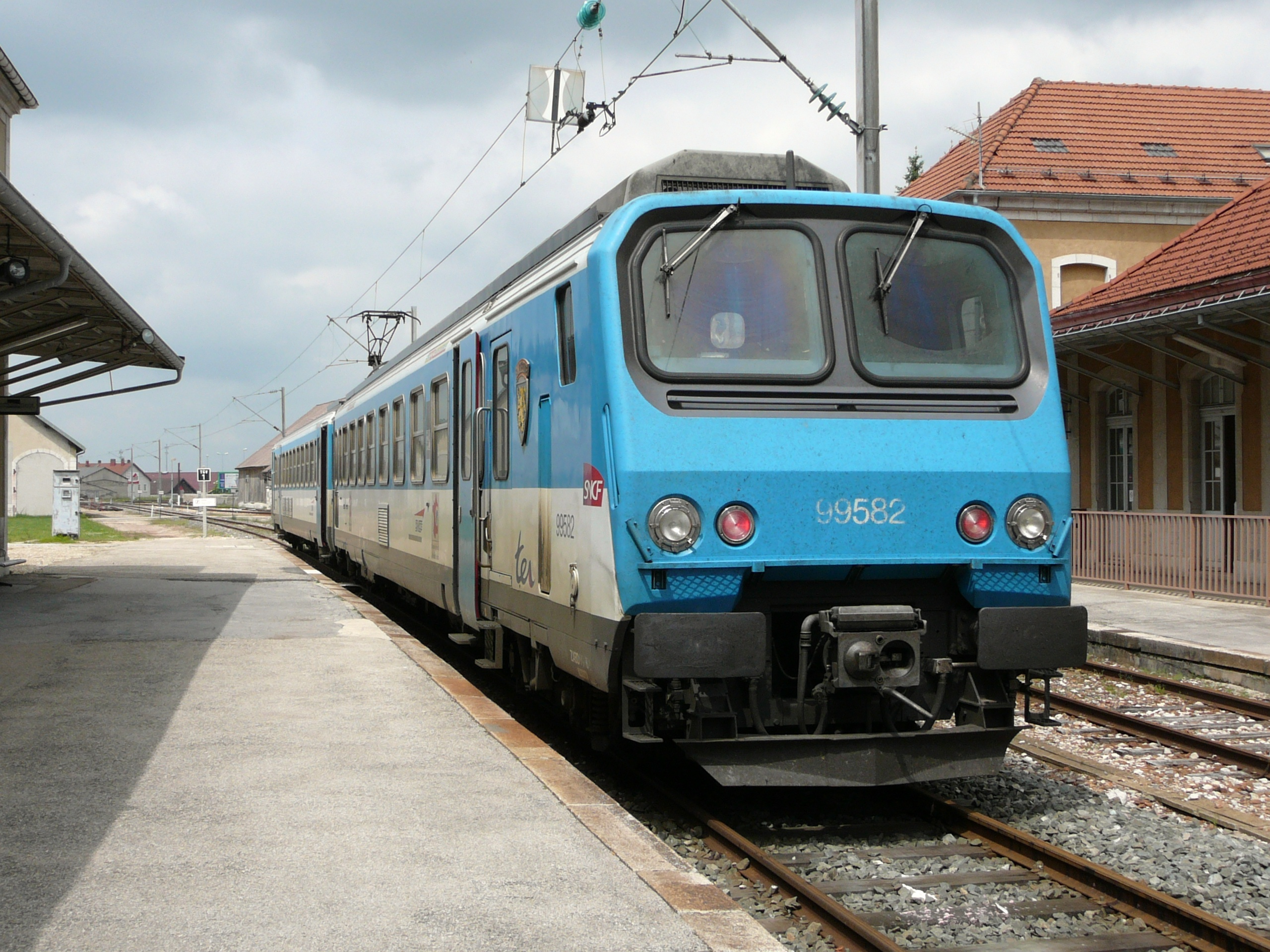
Z 9500 avec au-dessus la section de séparation 25kV 50Hz-15kV 16 2/3Hz.
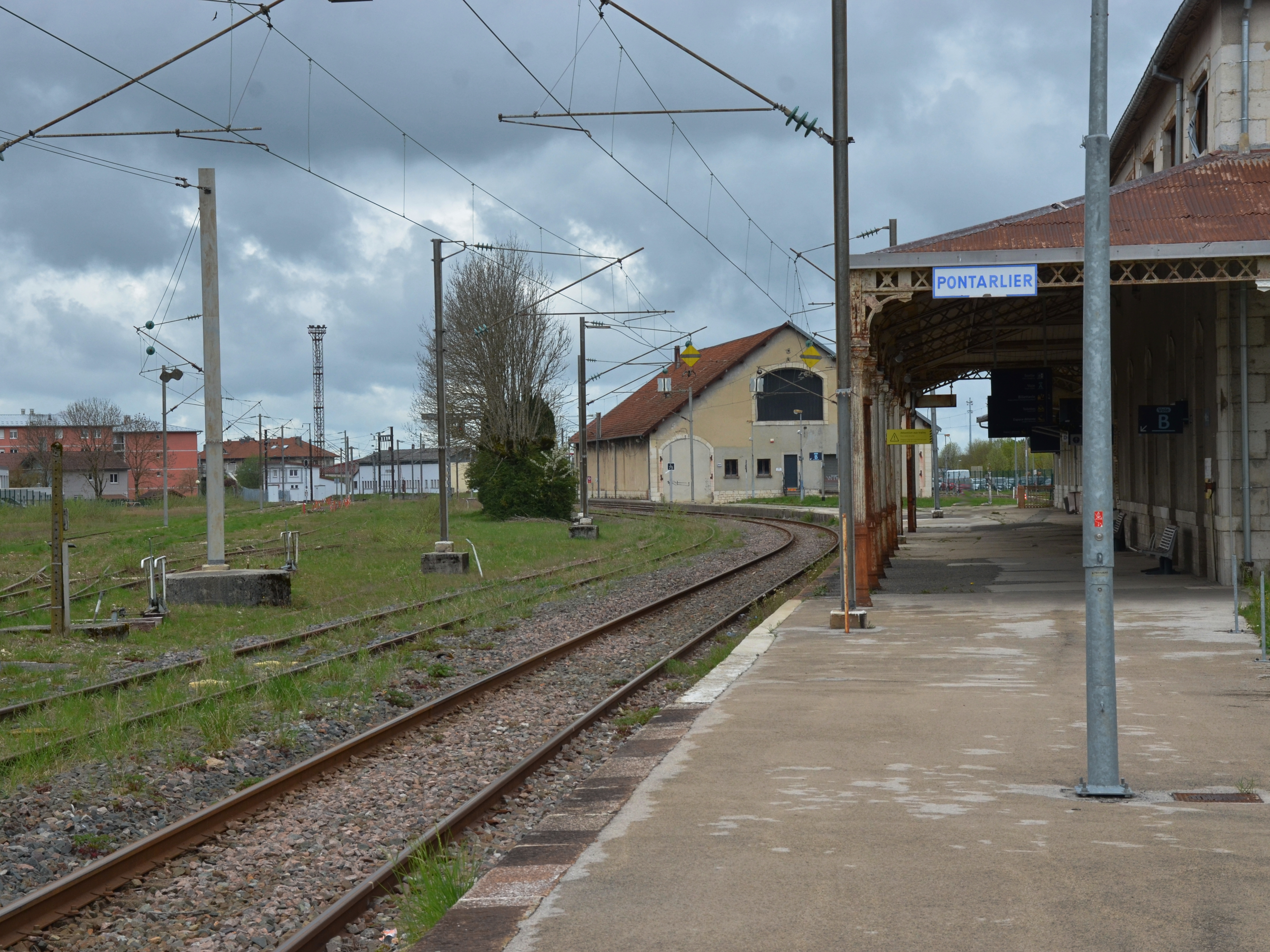
La voie B, la remise et les faisceaux de la gare de Pontarlier le 10 avril 2024.
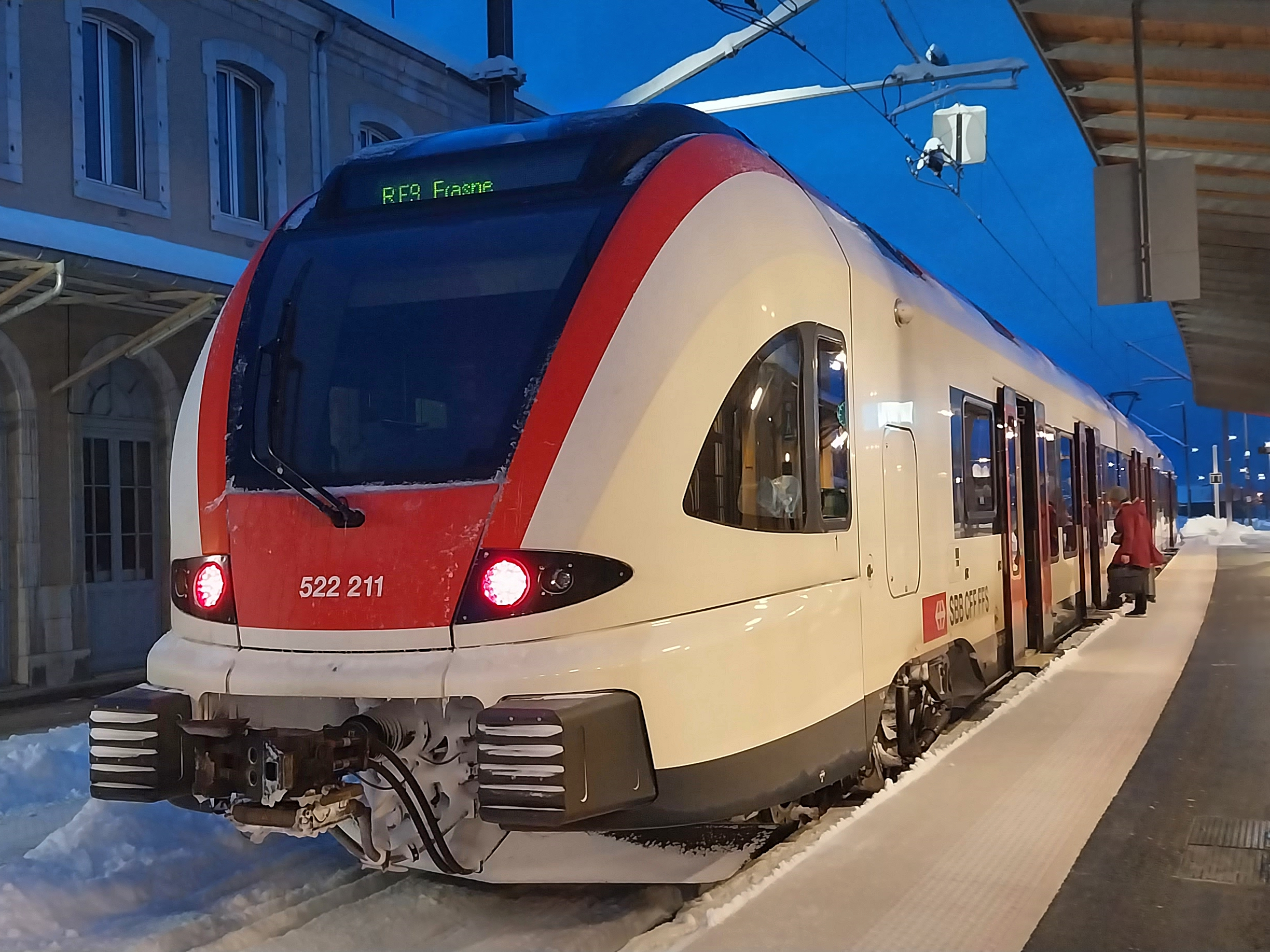
La RABe 522 211 en gare de Pontarlier voie A le 10 janvier 2024, après les travaux d'accessibilité.